# Daniel Zhang

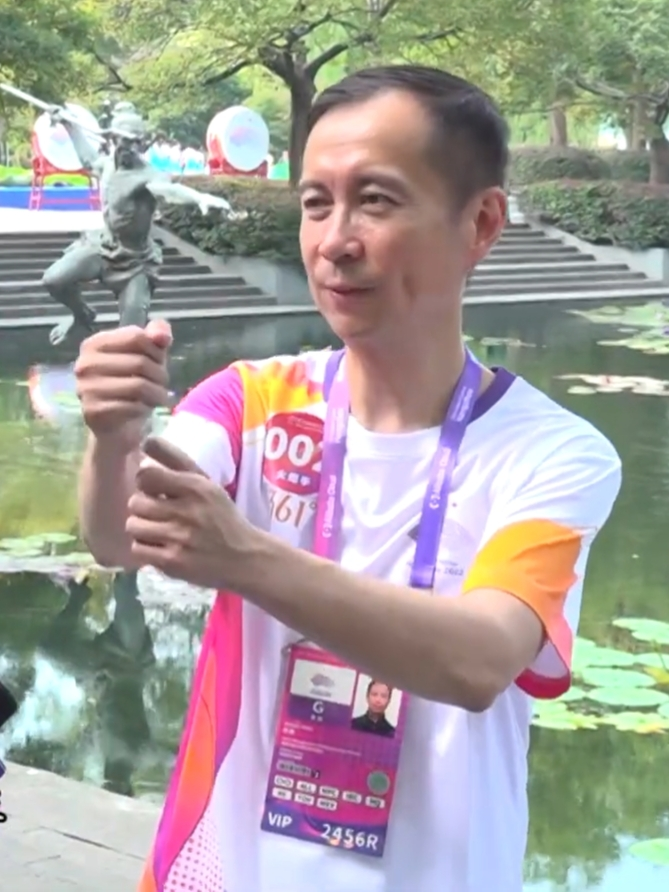
Daniel Zhang – 张勇 – zur Asienspiele 2022 in Hangzhou, 2023

Daniel Zhang (chinesisch 張勇 / 张勇, Pinyin Zhāng Yǒng; * 1972 in Shanghai, China) ist ein chinesischer Manager und ehemaliger CEO der Alibaba Group.

## Leben
Zhang studierte Wirtschaft und Finanzen an der Shanghai University of Finance and Economics und arbeitete danach als Buchhalter. 2007 wurde er Chief Financial Officer bei Taobao (einer Tochtergesellschaft von Alibaba). Im folgenden Jahr wurde er Chief Operating Officer von Taobao. 2011 wurde er zum Präsidenten von Tmall befördert, einem Business-to-Consumer-Service, der von Taobao abgespalten wurde. Während er Tmall leitete, kreierte Zhang den Singles’ Day Shopping Holiday. An diesem Tag werden inzwischen mehr Produkte verkauft als beim Cyber Monday und Black Friday zusammen.
2013 wurde Zhang zum Chief Operating Officer der Alibaba Group befördert und trat 2015 die Nachfolge von Jonathan Lu als CEO an. Am 10. September 2018 gab Jack Ma bekannt, dass Zhang mit Wirkung zum 10. September 2019 in einem Jahr auch den Vorstandsvorsitz übernehmen werde. Es gibt Spekulationen, dass der deutlich unauffälligere Zhang das Unternehmen führen soll, da für die chinesische Regierung Jack Ma zu sehr im Vordergrund stand.